# 兰花花
《兰花花》，陕西信天游民歌，最早在陕北固临县一带流传。歌词里写道“一十三省的女儿哟，唯有那个兰花花好”，中国明朝行政区划建制是两京十三省。因此这首民歌可能诞生在明朝或者清朝。1930年代被八路军延安鲁艺文艺工作者整理改编，后在中共解放区流行。1949年之后，流行于全中国。唱过此歌的歌唱家有郭兰英、王昆。当代歌手有彭丽媛、李瑾、阿宝、谭维维等。该民歌还被改编成钢琴曲、歌舞剧、芭蕾舞剧、动画影片、电视连续剧。香港有《兰花花》同名电影，但是故事与民歌兰花花不同。

## 歌词
青线线蓝线线，蓝格英英的彩，
生下一个兰花花，实实的爱死个人。
五谷里那个田苗子儿，数上高梁高，
一十三省的女儿哟，唯有那个兰花花好。
正月里说媒，二月里订，
三月里交大钱，四月里迎。
三班子吹来，两班子打，
撇下我的情哥哥呀，抬进了周家。
兰花花那个下轿来，东望西照，
照见周家的猴老子，好像那一座坟。
你要那个死来，你早早价死，
前晌你死来，后晌我兰花花走。
手提上那个羊肉，怀里揣上糕，
拼上那个性命，我往哥哥家里跑。
我见到我的情哥哥，有说不完的话，
咱们两个死活哟常在一搭，咱们两死活哟常在一搭，常在一搭，常在一搭啊！